# Гвоздов (Киевская область)
Гво́здов (укр. Гвоздів) — село, входит в Васильковский район Киевской области Украины.
Население по переписи 2001 года составляло 450 человек. Почтовый индекс — 08634. Телефонный код — 4571. Занимает площадь 6,28 км².
Место рождения известного киевского зодчего Степана Ковнира.

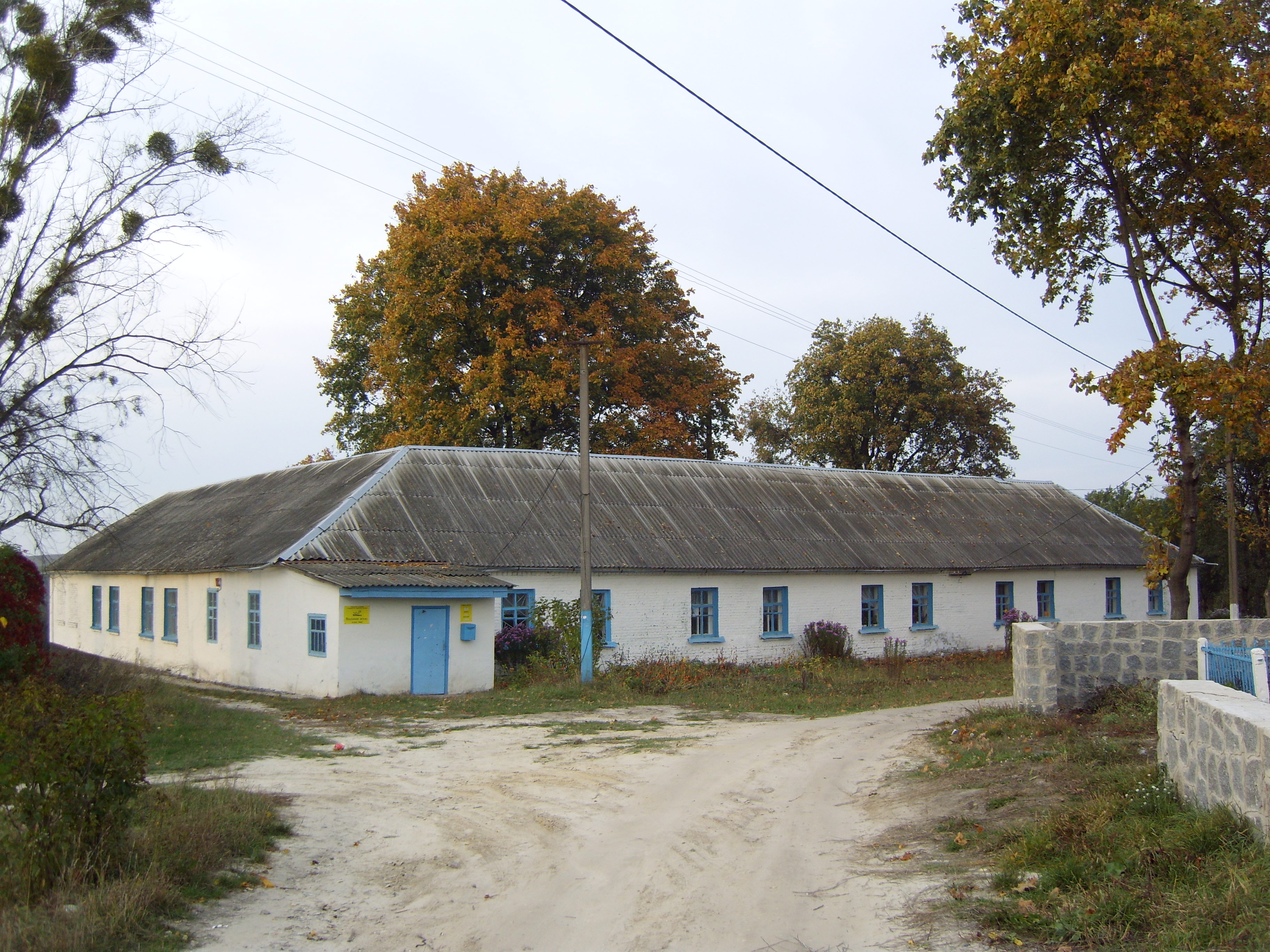
Здание неполной восьмилетней школы и почтового отделения 08634

## Местный совет
08634, Киевская обл., Васильковский р-н, с. Гвоздов, ул. Ленина, 3.